# 利沙科瓦镇
利沙科瓦镇是葡萄牙波尔图区的一个堂区。总面积4.6平方公里，总人口3150人，人口密度684.8人/平方公里。